# Spider Webb
Travis "Spider" Webb (Joplin, Missouri, 8 oktober 1910 - McMinnville, Oregon, 27 januari 1990) was een Amerikaans autocoureur. Hij nam tussen 1948 en 1954 6 maal deel aan de Indianapolis 500, waarvan de laatste 4 edities tot het wereldkampioenschap Formule 1 behoorden. Hierin scoorde hij geen WK-punten.